# 카니 프랜시스
카니 프랜시스(Connie Francis, 1937년 12월 12일 ~ 2025년 7월 16일)는 미국의 가수, 작사가, 배우, 성우이다.
1943년 뮤지컬 배우로 첫 데뷔하였다. 그녀는 일반적으로 대한민국에서는 《Stupid Cupid》와 《Vacation》 《Wedding cake》라는 노래의 오리지널 원곡 가수로 널리 잘 알려져 있다. 특히 《Stupid Cupid》라는 노래는 후배 가수 닐 세다카(Neil Sedaka)가 리메이크하기도 하였으며 훗날 2001년 할리우드 영화 《프린세스 다이어리》에서 조연으로 얼굴을 비춘 미국 가수 겸 영화배우 맨디 무어(Mandy Moore)가 리메이크로써 부르기도 하였다.